# Eadgifu de Wessex

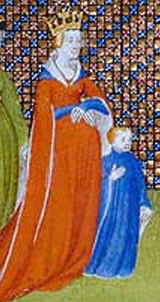
Eadgifu de Wessex cu fiul ei Ludovic al IV-lea.

Eadgifu sau Edgifu (cunoscută și ca Edgiva sau Ogive) (n. 902, în Wessex – d. după 955) a fost fiică a regelui Eduard cel Bătrân al Angliei cu cea de a doua soție a sa, Aelfflaed.

## Căsătoria cu regele Franței
Eadgifu a fost cea de a doua soție a regelui Carol al III-lea al Franței, care a luat-o de soție în 919, după moartea primei sale soții, Frederuna. Eadgifu a fost mama viitorului rege, Ludovic al IV-lea.

## Plecarea în Anglia
În 922, Carol al III-lea a fost depus, iar anul următor a fost luat prizonier de către contele Herbert al II-lea de Vermandois, un aliat al noului rege de atunci, Robert I. Pentru a proteja siguranța fiului ei Ludovic, Eadgifu l-a luat pe acesta cu ea, în Anglia în 923, la curtea fratelui ei vitreg, Athelstan al Angliei. Din acest motiv, Ludovic al IV-lea al Franței a devenit cunoscut sub numele de Louis d'Outremer al Franței. El a rămas în Anglia până în 936, când a fost rechemat în Franța pentru a fi încoronat ca regel, ocazie cu care Eadgifu l-a însoțit din nou pe continent.
Eadgifu s-a retras la o mănăstire în Laon. În 951, ea a părăsit mănăstirea și s-a căsătorit cu Herbert cel Bătrân, conte de Omois, fiu al lui Herbert al II-lea de Vermandois.

## Trimiteri
- Lappenberg, Johann; Thorpe, Benjamin (translator) (1845). A History of England Under the Anglo-Saxon Kings. J. Murray. pp. 88–89.
- Williams, Ann; coauthors: Alfred P. Smyth, D. P. Kirby (1991). A Biographical Dictionary of Dark Age Britain: England, Scotland, and Wales. Routledge. p. 112. ISBN 1-85264-047-2.